# اریک دسکومبز
اریک دسکومبز (انگلیسی: Eric Descombes؛ زادهٔ ۱۹۷۱) بازیکن سابق و مربی فوتبال اهل موریتانی است.
از باشگاه‌هایی که در آن بازی کرده‌است می‌توان به باشگاه فوتبال ساوتند یونایتد اشاره کرد.
وی همچنین در تیم ملی فوتبال موریتانی بازی کرده‌است.